# Gare de Fourchambault
Gare de Fourchambault – stacja kolejowa w Fourchambault, w departamencie Nièvre, w regionie Burgundia-Franche-Comté, we Francji.
Jest stacją Société nationale des chemins de fer français (SNCF), obsługiwaną przez pociągi Intercités i TER Bourgogne.

## Położenie
Znajduje się na wysokości 172 m n.p.m., na km 246,636 linii Moret – Lyon, pomiędzy stacjami Garchizy i Vauzelles.

## Usługi
Jest obsługiwana przez pociągi Intercités Paryż - Nevers i TER Bourgogne na trasie Cosne - Nevers.